# Liste der denkmalgeschützten Objekte in Treubach
Die Liste der denkmalgeschützten Objekte in Treubach enthält das einzige denkmalgeschützte, unbewegliche Objekt der oberösterreichischen Gemeinde Treubach im Bezirk Braunau am Inn.

## Denkmäler
| Foto |                 | Denkmal                                                                       | Standort                                | Beschreibung | Metadaten |
| ---- | --------------- | ----------------------------------------------------------------------------- | --------------------------------------- | --- | --- |
| ja   | Datei hochladen | Kath. Pfarrkirche Mariae Geburt und Friedhof HERIS-ID: 68551 Objekt-ID: 81563 | Untertreubach 4a Standort KG: Schalchen | Eine einschiffige gotische Kirche, die barockisiert wurde. Der Hochaltar wurde aus alten Teilen zusammengesetzt. Die Seitenaltäre, die Kanzel und die achtseitige Glockenstube mit Zwiebelhelm stammen aus dem zweiten Viertel des 18. Jahrhunderts. | BDA-Hist.: Q26215893 Status: § 2a Stand der BDA-Liste: 2025-06-30 Name: Kath. Pfarrkirche Mariae Geburt und Friedhof GstNr.: 953 |